# Japanische Invasion Borneos
1. Borneo – Tarakan – Celebes – Balikpapan (See) – Balikpapan (Land) – West-Borneo – Samarinda (Ost-Borneo) – Banjarmasin (Süd-Borneo) – Ambon – Straße von Makassar – Sumatra – Palembang – Badung – Timor – Bali – Riau-Inseln – 1. Javasee – Sundastraße – Java – 2. Javasee – Niederländisch-Neuguinea – Kleine Sundainseln – Molukken – 2. Borneo
1941

Thailand – Malaiische Halbinsel – Pearl Harbor – Hongkong – Philippinen – Guam – Wake – Force Z – Borneo
1942

Burma – Rabaul – Singapur – Sumatra – Timor – Australien – Java – Salamaua–Lae – Bougainville/Buka – Shortland-Inseln – Indischer Ozean – Port Moresby – Tulagi – Korallenmeer – Midway – Nordamerika – Buna-Gona – Kokoda-Track – Nauru/Ocean Island
Die Japanische Invasion Borneos (Operation B) fand vom 16. Dezember 1941 bis etwa Ende März 1942 im Rahmen des Pazifikkriegs in Südostasien statt und führte zum Fall der kompletten kolonialen Besitzungen der Niederländer und Briten auf der Insel.

## Vorgeschichte
Die südwestlich der Philippinen liegende Insel Borneo ist für ihre Kohle- und Erdölvorkommen bekannt und war daher für die Japaner ein unabdingbares Eroberungsziel. Der Norden Borneos (Sarawak und Sabah) stand unter britischem Einfluss. Die weißen Radjas der Brooke-Familie hatten 1888 ein Abkommen mit der britischen Regierung geschlossen, dass diese für alle außenpolitischen Angelegenheiten verantwortlich zeichnete. Innenpolitisch blieben sie weitestgehend eigenständig. Aus diesem Grund stationierten die Briten Ende der 1930er-Jahre in Kuching die No. 205 Squadron der Royal Air Force mit Walrus-Flugbooten. 1941 wurde die Staffel aber nach Singapur verlegt. Der restliche Teil der Insel gehörte zu Niederländisch-Ostindien.
Zum Ausgleich der fehlenden Luft- und Seeverteidigung der Insel erläuterte Luftmarschall Sir Robert Brooke-Popham auf der Singapur-Konferenz 1940, dass 200 niederländische und britische Kampfflugzeuge zur Verteidigung der Insel gegen die Japaner durchaus ausreichend wären. Seine Aussage fußte nicht zuletzt auf der Erkenntnis, dass weitere Flugzeuge auch gar nicht zur Verfügung standen. Zusätzlich sollte im Verlustfall eine Politik der verbrannten Erde verfolgt und dabei alle Ölförderanlagen in Miri und Lutong  zerstört werden. Das strategisch wichtige Bukit-Sabir-Flugfeld, 11 Kilometer südlich von Kuching, sollte so lange wie möglich gehalten und anschließend ebenfalls zerstört werden.

## Stationierte Einheiten
Zur Verteidigung standen in Nordborneo bei Miri ein Punjab-Infanterieregiment, eine 15,2-cm-Artilleriebatterie und ein Pionierzug, der die Zerstörung der Ölfelder vorbereiten sollte, zur Verfügung. Weitere sechs Infanteriezüge des Punjab-Regiments standen bei Kuching zur Abwehr eines japanischen Angriffs auf das Flugfeld bereit. Die Brooke-Regierung stellte die SARFOR (Sarawak Force) zusammen, einen 2.565 Mann starken Verband aus mehreren polizeilichen, paramilitärischen und militärischen Einheiten. Dazu gehörten die Sarawak Rangers, welche hauptsächlich aus Angehörigen des Kopfjägerstammes der Iban bestanden.
Nachdem die Nachricht vom Kriegsausbruch im Pazifik die Brooke-Regierung in Nordborneo erreicht hatte, ordnete diese am Morgen des 8. Dezember 1941 die schnellstmögliche und vollständige Zerstörung der Ölfelder von Miri und Seria an. Zusätzlich sollte die Raffinerien bei Lutong dem Erdboden gleichgemacht werden. Da die Sprengladungen schon vorher installiert worden waren, konnte am späten Nachmittag desselben Tages schon der Vollzug des Befehls gemeldet werden. Die Soldaten und Angestellten der Ölfirmen verließen am 13. Dezember die Anlagen in Richtung Kuching.
Im Westen und Osten der Insel, die zu Niederländisch-Ostindien gehörten, hatten die Niederländer Truppen der Koninklijk Nederlandsch-Indisch Leger (KNIL) stationiert. Besonders in den wichtigen Erdölfördergebieten wie Balikpapan, Samarinda, der Insel Tarakan, sowie dem Hafen Banjarmasin hatten sie ihre Einheiten konzentriert. Gerade diese Gebiete waren für die japanische Kriegswirtschaft von essenzieller Bedeutung.

## Die japanische Invasion
Zeitgleich mit dem zweiten Invasionskonvoi für die malaiische Halbinsel lichteten am 13. Dezember auch zehn Transporter mit dem 124. Regiment der 18. Infanteriedivision unter dem Kommando von Generalmajor Kiyotake Kawaguchi mit der 2. Yokosuka-Speziallandungstruppe und den 4. Marinepionieren in der Cam Ranh Bay die Anker. Sie waren die ersten japanischen Einheiten der Operation „L“ und nahmen Kurs auf Miri auf Borneo. Sie wurden begleitet von einem Kreuzer, vier Zerstörern und einem Minensuchboot. Zur Deckung der Landung liefen zwei Kreuzer und zwei Zerstörer unter Konteradmiral Takeo Kurita mit nach Borneo. Kurz vor der Ankunft änderte ein Transporter den Kurs in Richtung Seria.

### Die Landungen bei Miri, Lutong und Seria
Die Landungen fanden im frühen Morgengrauen des 16. Dezember in Nordborneo bei Miri, Lutong und Seria statt. Da gegen Morgen der Wind heftig auffrischte, hatte die japanische Armee Probleme, in die Landungsboote zu steigen. Nur mit Hilfe der Bordkräne konnte das Problem gelöst werden. Bis gegen 6:00 Uhr gelang es dann, alle Einheiten anzulanden. In Miri besetzten die Japaner die Verwaltungsgebäude und die Poststation sowie das Umland mit den Plantagenfeldern. In Seria eroberten sie die Ölfelder und Plantagen ohne nennenswerte britische Gegenwehr. Auch das Flugfeld von Miri fiel in ihre Hände, ebenso die Ölraffinerie bei Lutong. Insgesamt verzeichneten die Japaner während der Landungen 40 Opfer, wobei die meisten bei der Landung ertrunken waren.
Nachdem die Meldung über die erfolgte japanische Landung das Fernost-Hauptquartier in Singapur erreicht hatte, starteten am 16. Dezember vom Flugfeld Singkawang II Aufklärungsmaschinen und an den Folgetagen griffen niederländische Marineflugzeuge die ankernden Transporter an, jedoch ohne Erfolg. Erst am 17. Dezember gelang es dem niederländischen Flugboot X-32, Typ Dornier Do 24, das von Tarakan gestartet war, den japanischen Zerstörer Shinonome vor Miri zu versenken. Dabei kamen 228 Besatzungsmitglieder ums Leben. Ein weiteres Flugboot, die X-33, beschädigte einen der Transporter. Am selben Tag bombardierten 15 japanische Bomber Kuching und setzten dabei eine Tankstelle in Brand, konnten ansonsten aber kaum Schaden anrichten. In der Folge floh ein Großteil der einheimischen Bevölkerung aus der Stadt.

### Die Landung bei Kuching

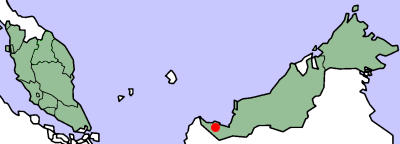
Lage von Kuching in Sarawak (Nordwest-Borneo)

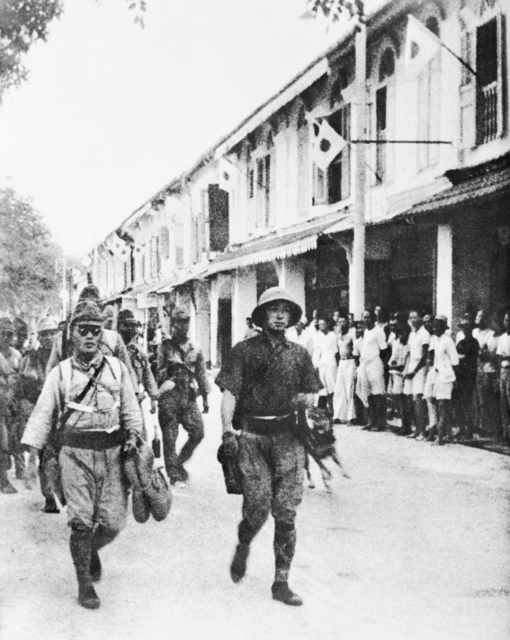
Japanische Einheiten auf Labuan

Sechs der in Nordborneo vor Miri ankernden Transporter verließen am 22. Dezember ihren Strand, um zwei Bataillone am nächsten Tag in Kuching, Westborneo, anzulanden. Sie wurden von einem Kreuzer, sechs Zerstörern und einer etwas entfernter operierenden Deckungsgruppe begleitet. Am Morgen sichteten niederländische Aufklärungsflugzeuge den Konvoi etwa 240 Kilometer vor der Küste Kuchings und meldeten dies nach Singapur, von wo aus der Befehl zur Bombardierung ausgegeben wurde. Die dazu vorgesehenen und startbereiten Bomber mussten allerdings am Boden bleiben, da gegen 11:40 Uhr 24 japanische Flugzeuge ihrerseits das Singkawang II-Flugfeld angriffen und die Startbahn zerstörten. Ungeachtet der Lage bei Borneo verlegten die Niederländer am nächsten Tag ihre komplette Luftflotte nach Sumatra, weil die von der malaiischen Halbinsel ausgehende Bedrohung zu groß erschien. Obwohl der Konvoi vorerst aus der Luft unbehelligt blieb, kam er nicht ganz ohne Verluste bis zur vorgesehenen Landungsposition. Am frühen Morgen des 23. Dezembers gelang es dem niederländischen U-Boot K-XIV, zwei Transporter zu versenken und drei weitere zu beschädigen. Am nächsten Tag versenkte das japanische U-Boot I-66 das niederländische U-Boot K-XVI, dem es zuvor gelungen war, den Zerstörer Sagiri zu torpedieren, der daraufhin sank. Fünf von Singapur gestartete britische Bristol Blenheims, die an der äußersten Grenze ihrer Reichweite operierten, verursachten aber kaum Schaden.

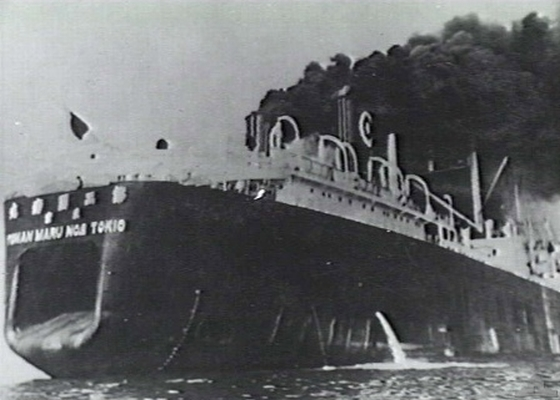
Der japanische Walfänger Tonan Maru No.2 brennend vor der Küste bei Kuching, nachdem er als Truppentransporter am 23. Dezember 1941 von einem niederländischen U-Boot torpediert wurde

Der Konvoi erreichte am 24. Dezember um 3:00 Uhr eine Position östlich von Kap Sipang. 40 Minuten später ging ein Transporter vor der Mündung des Santubong vor Anker und die Truppen an Bord begannen mit der Ausschiffung in die Landungsboote. Gegen 9:00 Uhr landeten die Japaner in 20 Booten an der Küste. Eine kleine indische Kanonenbootabteilung zog sich schnell über den Fluss zurück, als sie die japanische Übermacht sah. Die japanischen Boote fuhren den Fluss hinauf und wurden vor Kuching ab 11:00 Uhr mit Gewehren und Mörsern unter Feuer genommen. Zwar gelang es den Verteidigern, vier Boote zu versenken, doch die Japaner aus den restlichen Booten gingen an Land und überwältigten die verteidigenden Truppen. Kuching fiel um 4:30 Uhr. Die übrig gebliebenen britischen Einheiten zogen sich zum nahegelegenen Flugfeld zurück, das aber unmittelbar darauf ebenfalls von den Japanern attackiert wurde. Im Verlauf der Nacht schlossen die Japaner das Flugfeld fast vollständig ein. Den Briten gelang es aber, eine Fährverbindung nach Batu Kitang und eine Straße offen zu halten. Nachdem weitere japanische Verstärkung gelandet war, begann am 25. Dezember ein großangelegter Angriff auf das Flugfeld. Zwei indische Kompanien versuchten, die Japaner so lange wie möglich aufzuhalten, damit die restlichen Einheiten den schnellen Rückzug in Richtung Nordborneo antreten konnten. Um 16:40 Uhr eroberten die Japaner das Flugfeld. Nur einer Abteilung der verteidigenden Inder gelang die Flucht; vier britische Offiziere und 230 Inder fielen oder gerieten in japanische Gefangenschaft. Die Japaner hatten im Verlauf der kompletten Operation 100 Tote und ebenso viele Verletzte zu beklagen. Die Briten erreichten am 31. Dezember das Singkawang-Flugfeld.

### Die Einnahme von Brunei und Labuan
Da in den hohen Norden Borneos nur eine kleinere Bahnlinie an der Westküste entlang verlief und keine Straßen verfügbar waren, entschloss sich Generalmajor Kawaguchi zu einer Landung in Brunei vom Seeweg aus. So bestieg am 31. Dezember ein Infanteriebataillon in Miri kleine einheimische Boote, da die Briten die größeren Einheiten im Hafen versenkt hatten. Sie landeten am 1. Januar 1942 auf der Brunei vorgelagerten Insel Labuan.
Weitere japanische Einheiten nahmen am 8. Januar Jesselton und am 18. Januar Sandakan ein.

### Die Invasion im Osten und Westen Borneos
Am 11. Januar landeten 20.000 japanische Soldaten unter Generalmajor Sakaguchi Shizuo an der Ostküste von Tarakan. Die Einnahme der Insel gelang ihnen bis zum 12. Januar (→ Schlacht um Tarakan). Zwei Tage darauf liefen japanische Landungseinheiten von Tarakan nach Balikpapan, weiter südlich, um die dortigen Ölfelder und Raffinerien zu besetzen. Nach der Seeschlacht vor Balikpapan am 24. Januar entbrannte noch am selben Tag die Schlacht um Balikpapan. Die niederländischen Verteidiger zogen sich gegen Mitternacht aus der Stadt zurück und die Japaner besetzten sie am frühen Morgen des nächsten Tages.
Am 24. Januar entdeckten die Japaner das geheime Flugfeld Samarinda II und begannen mit stetigen Bombardierungen. Kleine KNIL-Gruppen versuchten, im Dschungel gegen die Japaner zu kämpfen (→ Schlacht um Samarinda). Diese wiederum bezahlten die Ureinwohner (Dayaks) für ausgelieferte Niederländer. Samarinda II kapitulierte am 9. März und japanische Einheiten nahmen das Flugfeld am 19. März ein.
In West-Borneo landete die Kawaguchi-Abteilung erfolgreich am 27. Januar um 07:00 Uhr in Pemangkat, etwa 150 Kilometer nördlich von Pontianak (→ Japanische Invasion von West-Borneo). Eine kleine Einheit der ABDA-Flotte konnte die Landung nicht verhindern, da sie zu spät kam. Am gleichen Tag besetzten die Japaner das ehemalige Sultanat Sambas, 40 Kilometer nordöstlich der Stadt. Das Flugfeld bei Ledo wurde ebenfalls am 27. Januar eingenommen. Der Kommandeur des zerschlagenen britisch-indischen Bataillons beschloss, mit seinen Truppen durch den tropischen Dschungel den langen Marsch zum Flugplatz Kotawaringin an der Südküste von Borneo in einer Entfernung von rund 400 Kilometern zu unternehmen. Eine Vorauspatrouille, die auf Flüssen hinunterfuhr, gelang es nach fast dreiwöchiger Reise diesen Flugplatz zu erreichen. Da es auf Grund schlechter Ausrüstung sinnlos war, einen Guerillakampf gegen die Japaner zu unternehmen, ergaben sie sich zusammen mit einer sich dort befindenden KNIL-Einheit den Japanern.
Die Niederländer hatten sich nach dem Fall von Balikpapan nach Banjarmasin weiter südwestlich zurückgezogen. Dieser bedeutende Ölhafen war nun das weitere Ziel der Japaner, da von dort aus die Insel Java, die Hauptinsel Niederländisch-Ostindiens, direkt für die Niederländer erreichbar war. Java selbst war als nächstes japanisches Invasionsziel vorgesehen und die Truppen in Balikpapan waren schon in der Vorbereitungsphase für diese Attacke. Das Flugfeld bei Banjarmasin wurde von angelandeten Infanterieeinheiten und Infanteristen, die über Land marschiert waren, am 10. Februar eingenommen. Unterdessen hatten die KNIL-Einheiten fluchtartig die Stadt verlassen und Banjarmasin fiel noch am selben Tag an die Japaner (→ Schlacht um Banjarmasin).
Weitere Besetzungen:
- 26. Januar – Anambas-Inseln und Natuna-Inseln
- 29. Januar – Pontianak
- 31. Januar – Ngabang
- 16. Februar – Sintang
- 6. März – Sampit
- 9. März – Pangkalanboeoen